# Melicado de Caxatal
```
   |-
       |
Erro:
:  
valor não especificado para "
nome_comum
"
```

O Melicado de Caxatal (em armênio/arménio:  Քաշաթաղի մելիքություն, transl. K’ashat’aghi melik’ut’yun) foi um melicado armênio que existiu nos séculos XV-XVII. Localizava-se ao longo do rio Akera, na seção sudeste da moderna fronteira entre a Armênia e o Azerbaijão. A residência dos meliques ficava na aldeia de Khnatsakh, no leste da atual região de Siunique, na Armênia. Um dos maiores melicados de Siunique.